# Krytonosek rdzawoboczny
Krytonosek rdzawoboczny (Eleoscytalopus psychopompus) – gatunek małego ptaka z rodziny krytonosowatych (Rhinocryptidae). Występuje endemicznie w brazylijskim stanie Bahia. Zagrożony wyginięciem.

## Taksonomia
Po raz pierwszy gatunek opisali D.M. Teixeira i N. Carnevalli w 1989 na łamach Boletim do Museu Nacional. Nadali mu nazwę Scytalopus psychopompus. Później gatunek został przeniesiony do Eleoscytalopus. Choć od krytonosków białogardłych (E. indigoticus) krytonoski rdzawoboczne różnią się jedynie brakiem pasków po bokach ciała i łupkowoniebieskimi nogawicami, Teixeira i Carnevalli uznali go za odrębny gatunek. Do niedawna gatunek znany był tylko z trzech okazów: samca odłowionego w 1944 i pary odłowionej w październiku 1983. Krytonosek rdzawoboczny jest gatunkiem monotypowym. Epitet gatunkowy psychopompus pochodzi od psychopompa, istoty mającej wedle wierzeń przeprowadzać duszę do świata pozagrobowego.

## Morfologia
Długość ciała wynosi około 11 cm; masa ciała jednego samca: 17,5 g, jednej samicy: 18 g. Na kantarku widoczna biała plama. Wierzch ciała ciemny, niebieskoszary. Niższa część grzbietu i kuper czerwonobrązowe. Boki i okolice kloaki mają jednolitą, rudokasztanową barwę. Spód ciała biały. Nogawice niebieskoszare, w odcieniu łupkowym. Tęczówka ciemnobrązowa. Górna szczęka czarniawa, żuchwa od jasnoszarej po żółtawą; skok żółtobrązowy.

## Zasięg występowania
Trzy znane okazy odłowiono nieopodal brazylijskich miast Ilhéus i Valença (stan Bahia). Nie były już tam odnotowywane. Wiadomo, że występują w Reserva Ecológica da Michelin (Plantações Michelin da Bahia w gminie Igrapiúna, w pobliżu miasta Ituberá) oraz w Una Biological Reserve (okolice Una).

## Ekologia i zachowanie
Krytonoski rdzawoboczne odnotowywano na wysokości 15–200 m n.p.m., w okolicach Una i Igrapiúna w podmokłych, nizinnych lasach, w Reserva Ecológica da Michelin w zniszczonej roślinności wzdłuż cieków. Występują jedynie w połaciach roślinności przylegających do rzek, wzdłuż których głównego nurtu występują niewielkie mokradła (do 50 m od rzeki). Najprawdopodobniej najchętniej przebywają w gęstych skupiskach krzewów i winorośli, osłoniętych kłodami powalonych drzew. U ptaków z pary odłowionej w październiku stan gonad wskazywał na kondycję lęgową.

## Status
Od roku 2000 IUCN klasyfikowała krytonoska rdzawobocznego jako gatunek krytycznie zagrożony wyginięciem (CR, Critically Endangered); od 2015 roku jest uznawany za gatunek zagrożony (EN, Endangered). Liczebność populacji szacuje się na 250–999 dorosłych osobników. Trend liczebności populacji jest oceniany jako spadkowy. Zagrożeniem dla tych ptaków jest utrata środowiska ich życia. Lasy typu Mata Atlântica są w stanie Bahia bardzo zniszczone; według danych z 2006 roku, szacunkowo pozostało wówczas nie więcej niż 10% pierwotnego zasięgu tych lasów.